# Fiat - OTO Melara 6616
La Fiat - OTO Melara 6616 est une automitrailleuse blindée légère, totalement amphibie italienne tout-terrain à quatre roues motrices, conçue et fabriquée en Italie par le consortium Fiat V.I. - OTO Melara SpA. Conçu au tout début des années 1970, ce véhicule est une variante du Fiat - OTO Melara 6614.

## Historique
Au tout début des années 1970, le groupement FIAT - OTO Melara développe, à la demande de l'armée italienne, un prototype de véhicule blindé léger 4 x 4 dérivé du transporteur de troupes Fiat - OTO Melara 6614 qui, bien qu'ayant une fonctionnalité différente, utilisait des pièces polyvalentes. Un grand nombre de composants proviennent également de véhicules civils Fiat V.I. de série ce qui permet de réduire de manière très sensible les coûts de production et de garantir une excellente fiabilité mais surtout de faciliter la maintenance avec la garantie d'obtenir des pièces de rechange partout dans le monde. 
La Tipo 6616 sera utilisée par l'armée italienne qui, au lendemain de la seconde guerre mondiale, considérant qu'elle n'avait plus besoin de véhicules blindés de ce type, n'avait plus passé de commandes et ses constructeurs nationaux n'en proposaient pas. 
Cette automitrailleuse à roues avec canon sera également exportée en Libye, au Pérou et en Somalie. Au total ce sont 185 exemplaires qui seront fabriqués en Italie jusqu'en 1984. 
La caisse de la Tipo 6616, comme celle du 6614, est en acier balistique, entièrement soudée, dont l'épaisseur est de 8 mm. Elle assure au véhicule une protection contre les armes individuelles et les pièces d'artillerie légère. Le pilote est assis à l'avant du véhicule, le compartiment de commandement et l'artilleur sont placés au centre, le moteur est placé à l'arrière. 
Ce véhicule est à comparer au Luchs allemand, qui est 8x8, avec une masse de 19 tonnes et un moteur de 390 ch qui ne peut lui assurer qu'une vitesse de seulement 90 km/h. La 6616 est beaucoup plus légère donc plus mobile et dispose d'un armement équivalent.
L'armement principal constitué d'une tourelle OTO Melara équipée d'un canon Rh202 de 20 mm, avec pointage automatique d'une amplitude de -5° à +35° avec une vitesse de 40° à la seconde en azimut et 25° en horizontale. Le commandant de bord dispose de plusieurs périscopes permettant une observation tous azimuts et d'une mitrailleuse de 12,7 mm. Le véhicule peut-être également équipé d'une batterie anti-aérienne. Une version comporte un lance-roquettes italien de 51 mm téléguidé, propulsant 48 fusées à raison de dix par seconde. 
Le moteur Fiat V.I. est couplé à une boîte de vitesses à commande manuelle, disposant de cinq rapports avant et un arrière, ainsi qu'à une boîte de transfert à deux vitesses. La tipo 6614, totalement amphibie, est propulsée dans l'eau par ses roues à une vitesse de 5 km/h, mais avant de pénétrer en milieu aquatique il est nécessaire de mettre en marche les pompes de cale électriques pour absorber l'eau s'infiltrant par la porte ou par la rampe. 
En complément, selon la demande, une gamme d'équipements comprenant divers appareils de vision nocturne passifs, des lance-grenades fumigènes, une climatisation, un extincteur, est disponible.
La répartition des tâches entre les deux constructeurs fut ainsi établie : Fiat fournit le moteur et les composants mécaniques et OTO Melara la coque blindée et la tourelle. 
Le premier prototype du 6614 a été achevé en 1972. 
Ce véhicule est également utilisé par la Corée du Sud qui l'a produit sous licence sous l'appellation KM900.

## Derniers développements
Au cours des années 1980, Iveco Defence Vehicles a installé sur la caisse du 6616 une nouvelle tourelle OTO-Melara pour deux hommes, avec un canon Cockerill Mk III de 90 mm et une mitrailleuse coaxiale de 7,62 mm qui permettent à l'engin d'affronter sans difficulté des blindés beaucoup plus lourds.
Cet engin s'est fait remarquer, alors qu'il était en fin d'exploitation par l'armée italienne, sur de nombreux fronts à l'étranger. La dernière version avec le canon Cokerill lui a même redonné des ailes à l'exportation mais il sera très vite remplacé, en même temps que son concurrent national OTO Melara VCC-1 Camillino, par les engins modernes que sont les Iveco VM 90, Iveco - OTO Melara Dardo, Iveco VTLM Lince, Iveco - OTO Melara VBL Puma ou le Iveco - Oto Melara VBM Freccia. Le 6616 est encore en service dans la Police d'État Italienne et chez les Carabiniers ainsi que dans les pays qui en ont fait l'acquisition.

## Pays utilisateurs
Type 6614
- Argentine
- Italie
  - Aeronautica militare - 110
  - Armée de terre italienne - 14
  - Arme des Carabiniers - 150
  - Police - 50
- Corée du Sud - 400[1]
- Libye - 200
- Pérou
  - Armée péruvienne - 15
- Somalie - 270
- Tunisie - 110
- Venezuela - 24

Nota: Le nombre représente les commandes globales pour chaque pays. La réalité actuelle (2011) peut être différente à la suite d'acquisitions/cessions entre États.
Type 6616
- Italie
  - Arme des Carabiniers - 40
- Libye - 100
- Pérou
  - Armée péruvienne - 15
- Somalie - 30

Nota: Le nombre représente les commandes globales pour chaque pays. La réalité actuelle (2011) peut être différente à la suite d'acquisitions/cessions entre États.

## Autres véhicules militaires dérivés
- Italie Fiat - OTO Melara 6614
- Corée du Sud KM900